# Badhuiskuil
Het Badhuiskuil is een meertje op het Friese Waddeneiland Terschelling. Het meertje is het resultaat van een ondergelopen duinvallei, die gebruikt werd om zand uit te winnen voor de ophoging van de dijk en ligt ten zuidwesten van de bungalownederzetting West aan Zee. De voorganger van het hotel bij paal 8 heette 'Het Badhuis', waaraan het Badhuiskuil zijn naam te danken heeft. In vochtarme zomers valt de duinvallei weleens droog.
Ter gedachtenis aan prof. dr. Victor Westhoff, die veel onderzoek deed naar zeldzame plantensoorten in het Badhuiskuil, is in 2005 een van de zeven standbeelden verspreid over Nederland geplaatst nabij het meertje.

## Vegetatie
Het meertje heeft lange tijd een successie qua vegetatie meegemaakt. Rondom het Badhuiskuil groeiden onder andere veel cranberry's, maar toen een kolonie kokmeeuwen zich gingen vestigen bij het nabije Waterplak, verarmde de vegetatie wegens de depositie van grote hoeveelheden vogelpoep (guanotrofie). Ook verzuring door de toenemende humuslaag speelt een rol bij de verarming die de flora bij het Badhuiskuil moet doorstaan. Het is een proces dat bij veel duinlandschappen in Nederland plaatsvindt. Hierdoor is er ook een sterke toename van riet, waardoor zo'n dergelijk gebied dreigt te verlanden, hoewel het wel afwisseling geeft aan een duinlandschap. Een nadeel is wel dat zeldzamere plantensoorten langzamerhand verdwijnen uit het Badhuiskuil. Af en toe wordt het meertje opgeschoond, waarbij ruige plantengroei en modder verwijderd worden, en de zandbodem weer tevoorschijn komt. Hierdoor kan er zich weer opnieuw een vegetatiesuccessie voordoen, nu is er al oeverkruid te vinden.